# No Name (Maruv)
| Recensione | Giudizio |
| ---------- | -------- |
| InterMedia | 6,5/10   |

No Name è il secondo album in studio della cantante ucraina Maruv, pubblicato il 5 novembre 2021 dalla Sony Music.

## Tracce
1. Money – 2:43 (Anna Popeljuch)
2. Ne zabudu – 2:55 (Anna Popeljuch, Stas Čyornyj, Ivan Klimenko)
3. Put Your Hands Up – 3:12 (Anna Popeljuch)
4. You and I – 3:18 (Anna Popeljuch)
5. Mara – 2:44 (Anna Popeljuch, Elena Meščeryakova)
6. Pill with My Sista – 2:22 (Anna Popeljuch)
7. Fingers Up – 2:11 (Anna Popeljuch)
8. Rich Bitch – 2:36 (Anna Popeljuch)
9. Destination (feat. Boosin) – 3:22 (Anna Popeljuch, Michail Busin, Andrej Beskrovnyj)
10. Bullet (feat. The Hatters) – 3:32 (Anna Popeljuch, Pavel Ličadeev, Jurij Muzyčenko)
11. On My Skin – 2:43 (Anna Popeljuch, Stas Čyornyj, Syd Caldera)
12. By Your Side – 2:56 (Anna Popeljuch, Stas Čyornyj, Denitia Odigie)